# Rùa răng
Rùa răng còn có tên khác là Càng đước (tên khoa học Heosemys annandalii) là một loài rùa trong họ Emydidae. Loài này được Boulenger mô tả khoa học đầu tiên năm 1903 . Chúng là một loài rùa lớn nguồn gốc từ Đông Nam Á. Những con rùa này sống thủy sinh và có thể có kích thức lớn tới hơn 20 in (51 cm). Nó đã được báo cáo sống trong môi trường nuôi nhốt hơn 35 năm. Chúng nói chung là động vật ăn cỏ.

## Khu vực địa lý
Chúng được tìm thấy tại Thái Lan, Lào, Việt Nam và Malaysia, và có thể ở Myanmar.